# Щипцы для орехов

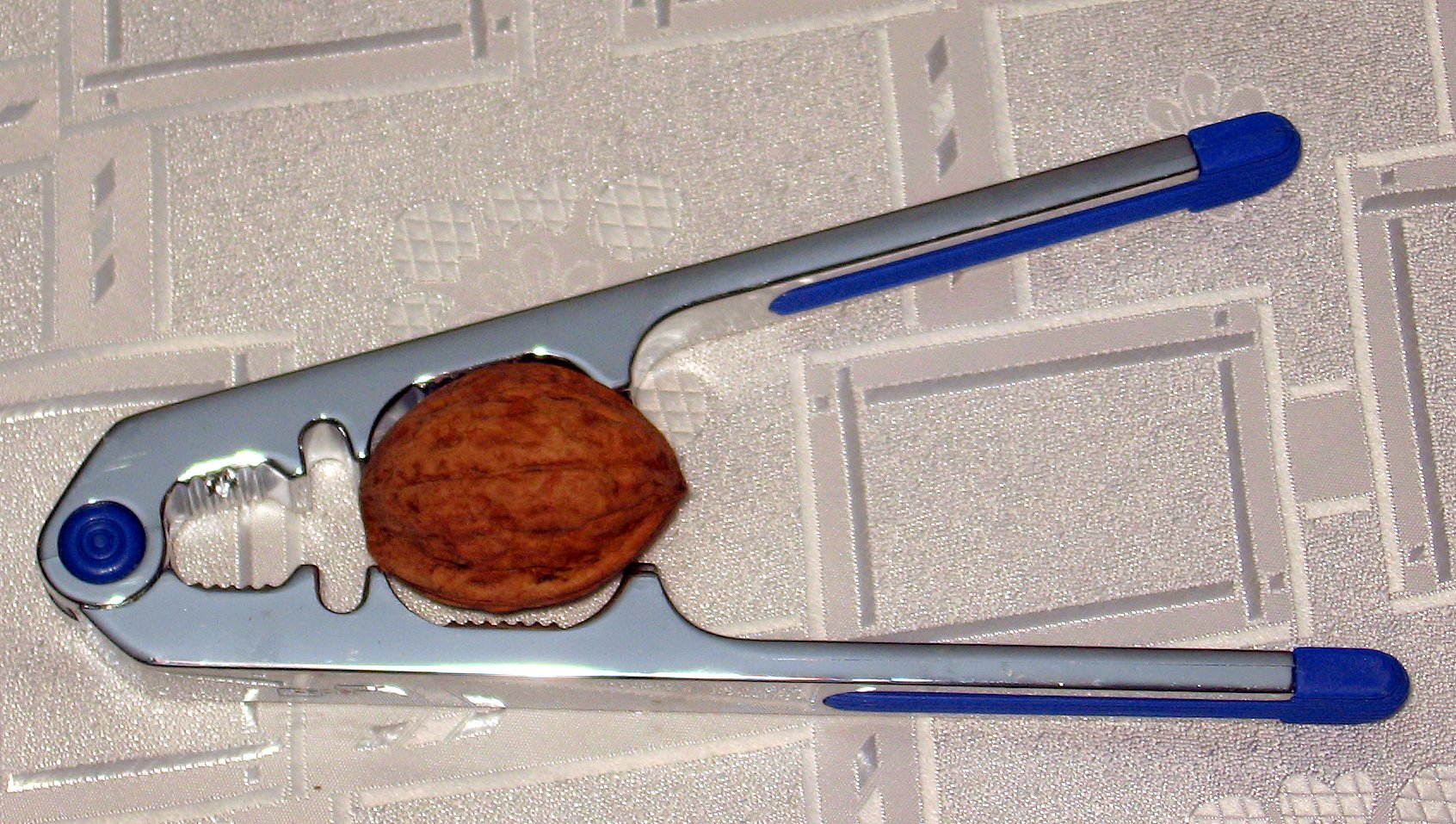
Щипцы для колки орехов

Щипцы для орехов, орехокол — инструмент для раскалывания скорлупы ореха и извлечения его ядра. Существуют в различных формах и видах. Декоративный инструмент для колки орехов получил название «щелкунчик».

## История

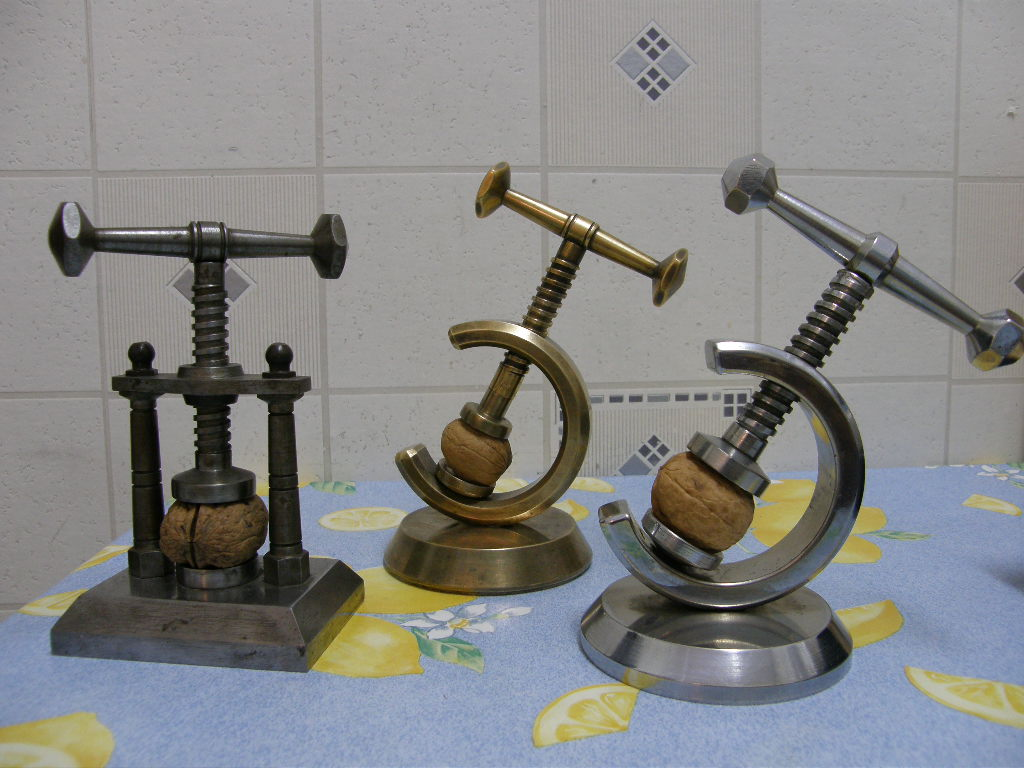

Орехокол без пружины

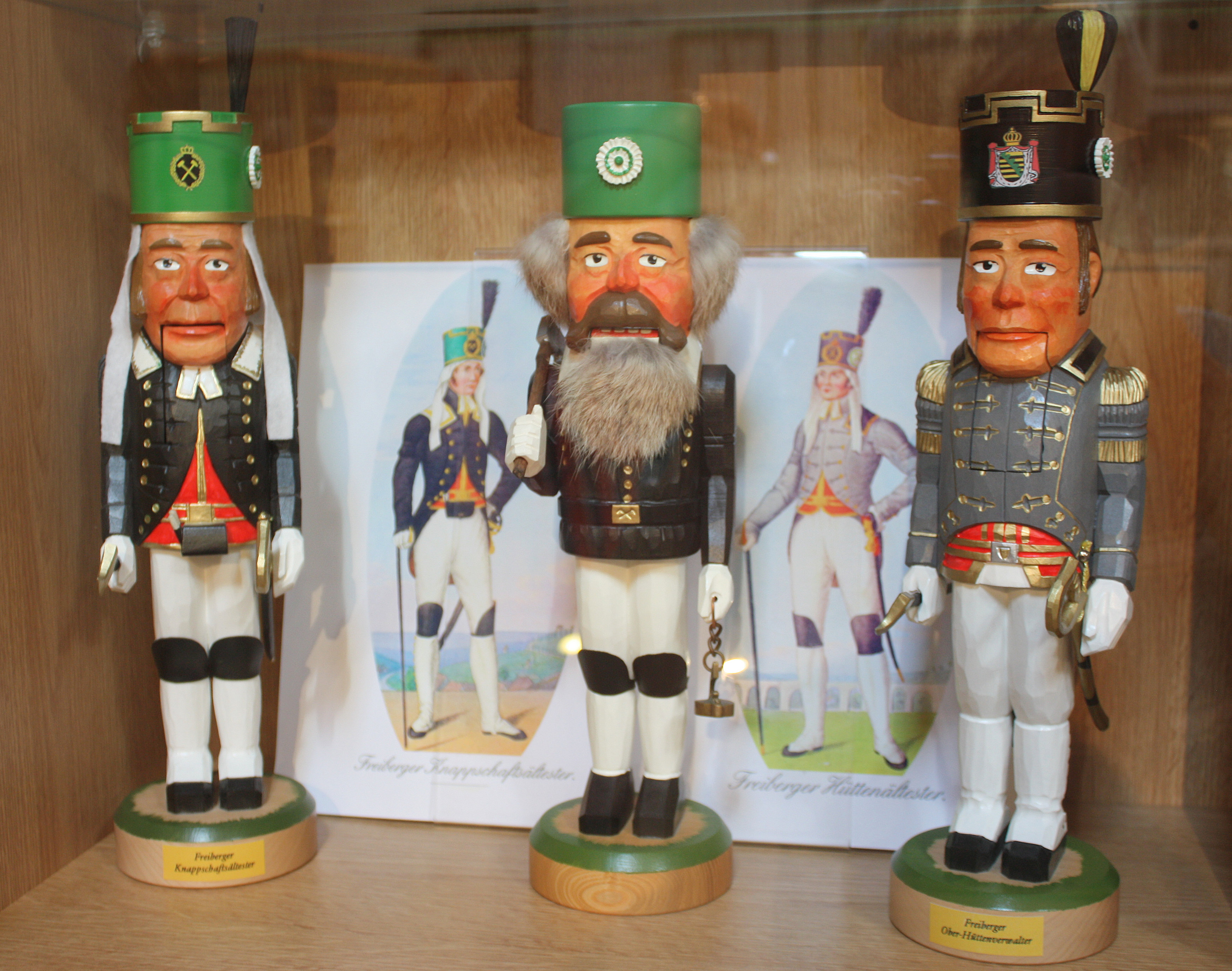
Игрушки-щелкунчики

Щелкунчик представляет собой деревянную человеческую фигурку, которая раскалывает орех «зубами». Первые щелкунчики появились в начале XIX века в Рудных горах в Саксонии как детские игрушки. Щелкунчиками обычно изображались представители власти: лесничий, жандарм, король, гусар, и потому они обычно имеют весьма свирепый вид из-за оскаленных зубов. Изготовление щелкунчика высотой около 35 см включает порядка 150 операций, а количество деталей может доходить до 60. Щелкунчики изготавливаются из ели или бука, а в декорировании используются такие материалы, как мех, кожа, текстиль и яркие краски. Щелкунчики являются важным элементом рождественского украшения дома, их продают на рождественских базарах, и по прямому назначению для колки орехов они не используются.
Щелкунчик обрёл литературную славу после публикации в 1816 году рождественской сказки Эрнста Теодора Амадея Гофмана «Щелкунчик и мышиный король». В сказке Щелкунчик — гусар, одетый в блестящий фиолетовый доломан с многочисленными белыми шнурами и пуговицами, такие же лосины и красивые сапоги. По мотивам сказки Гофмана П. И. Чайковский написал всемирно известный балет «Щелкунчик».
Первые орехоколы, по оценкам учёных, появились примерно 780 тыс. лет назад, они представляли собой плоские или слегка вогнутые камни. Их обнаружили неподалёку от Мёртвого Моря в Израиле, было найдено более 50 таких камней. С большей вероятностью этими приспособлениями кололи  жёлуди, миндаль и фисташки.

## Бытовые орехоколы

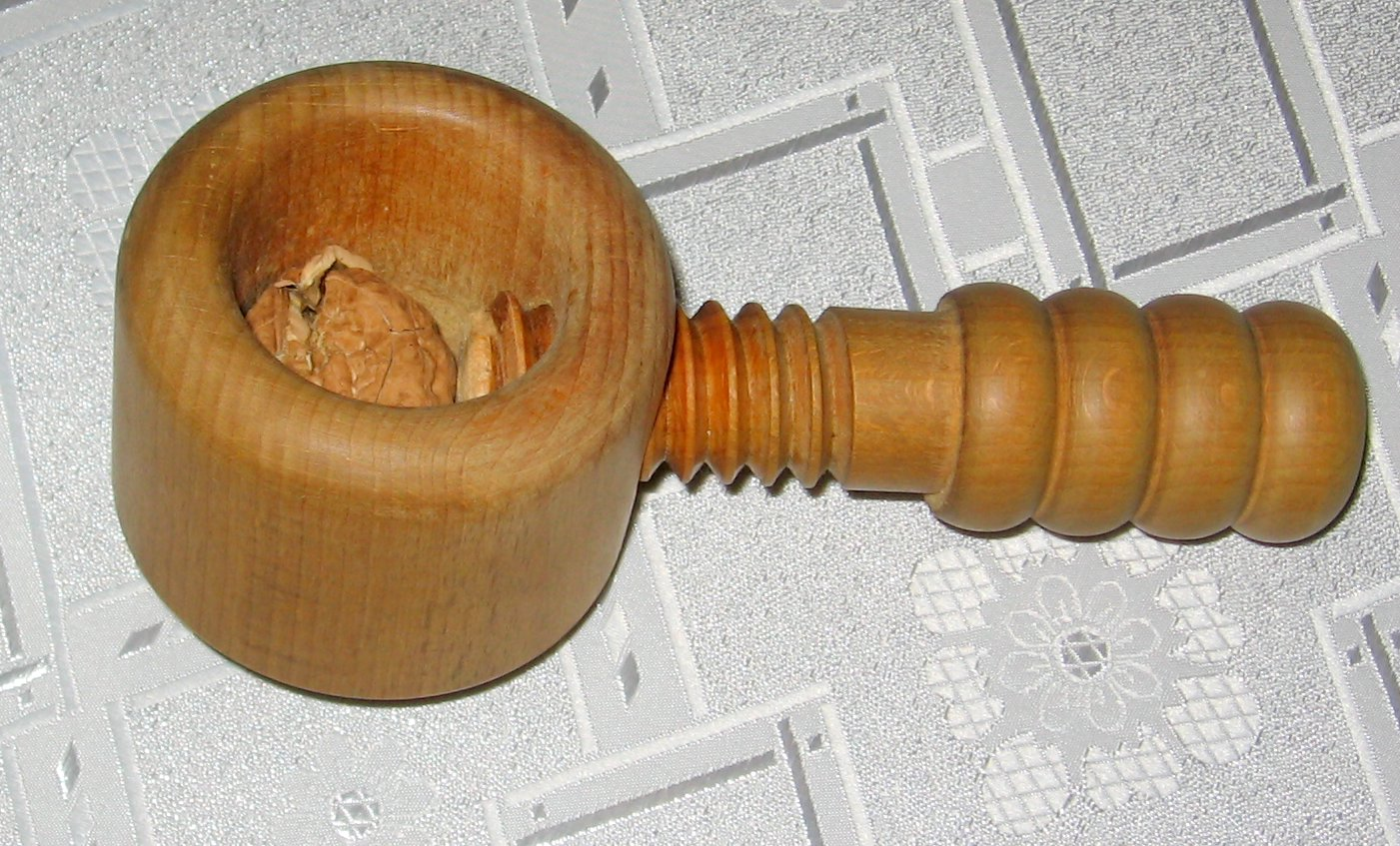

Бытовые орехоколы — это модели для домашнего применения, когда нужно выполнить качественную колку грецкого ореха своими руками в домашних условиях в небольших объёмах. Бытовые орехоколы бывают: в виде щипцов — раскалывают скорлупу сжатием ореха двумя давящими элементами, конусные — орех раскалывается в конусной чашечке, при этом ядро остается целым и неповреждённым, винтовой — работает по принципу пресса, позволяет увеличивать нагрузку постепенно, до степени раскола ореха.

## Промышленные орехоколы
Промышленные орехоколы — обычно сложные устройства, позволяющие, используя электрическую энергию, расколоть большие объёмы орехов в короткий срок, однако есть и промежуточные варианты.